# Konrad Dworakowski
Konrad Dworakowski (ur. 1975 w Drohiczynie) – polski reżyser, aktor, scenograf i autor tekstów. 

## Życiorys
Syn Andrzeja Dworakowskiego, scenografa i malarza. Ukończył białostocki Wydziału Sztuki Lalkarskiej Akademii Teatralnej im. Aleksandra Zelwerowicza w Warszawie (obecnie Filia w Białymstoku), gdzie był także wykładowcą. 
W 1998 był asystentem reżysera Jarosława Kiliana spektaklu Kłopoty Kacperka Góreckiego Skrzata Zofii Kossak-Szczuckiej w stołecznym Teatrze Lalka, gdzie w 1999 wyreżyserował Ale jajo według tekstu Theodora Seussa Geisela. Następnie wspólnie z zespołem Teatru Banialuka w Bielsku-Białej zrealizował Szopkę don Cristobala Federico Garcíi Lorki. Następnie reżyserował w najistotniejszych polskich instytucjach z kręgu teatrów lalkowych i skierowanych do młodego widza – w tym w szczecińskim Teatrze Lalek „Pleciuga”, Teatrze im. Hansa Christiana Andersena w Lublinie, Teatrze Dzieci Zagłębia im. Jana Dormana w Będzinie, warszawskim Teatrze Guliwer, gdzie w latach 2003–2005 był kierownikiem literackim, krakowskim Teatrze „Groteska”, łódzkim Teatrze Lalek Arlekin, Wrocławskim Teatrze Lalek oraz Teatrze Lalki i Aktora „Pinokio”, gdzie w latach 2009–2019 pełnił funkcję dyrektorem naczelnego i artystycznego. W trakcie swojej kadencji zrealizował m.in. pomysł stworzenia międzynarodowego festiwalu Teatralna Karuzela określanego jako „przegląd sztuki współczesnej dla dzieci, młodzieży i ich najbliższych”. 

## Nagrody
- 1997: Wrocław – II nagroda w konkursie dramaturgicznym z okazji 50–lecia Wrocławskiego Teatru Lalek – za sztukę Mleko lwicy
- 2000: Warszawa – IX KTO – Indywidualna Ogródkowa Nagroda Teatralna dla autora scenografii i lalek do przedstawienia Szopka Don Cristobala w Teatrze Luka w Bielsku–Białej oraz Wielka Teatralna Ogródkowa dla całego spektaklu
- 2009: Nagroda ATEST – świadectwo Wysokiej Jakości i Poziomu Artystycznego za rok 2008 dla przedstawienia Pippi Pończoszanka w Teatrze Lalek Pleciuga w Szczecinie
- 2010: Łódź – Złota Maska za najlepsze przedstawienie sezonu 2009/2010 w teatrach lalkowych – nagroda dla przedstawienia Bruno Schulz - Historia wstępnej wyobraźni z Teatru Lalki i Aktora Pinokio
- 2010: Kielce – V Świętokrzyski Festiwal Teatrów Lalkowych Brzechwa i inni – Nagroda Prezydenta Miasta Kielce dla przedstawienia Calineczka z Teatru Lalki i Aktora w Wałbrzychu
- 2011: Poznań – V Międzynarodowy Festiwal Sztuk Współczesnych dla Dzieci i Młodzieży KON-TEKSTY – dyplom specjalny dla spektaklu Calineczka oraz I nagroda dla przedstawienia Bruno Schulz – historia występnej wyobraźni
- 2011: Opole – 25. Ogólnopolski Festiwal Teatrów Lalek – Nagroda Główna dla przedstawienia i nagroda za reżyserię przedstawienia Bruno Schulz - historia występnej wyobraźni w Teatrze Lalki i Aktora Pinokio w Łodzi
- 2013: Łódź – Złota Maska dla najlepszego spektaklu teatru lalek – nagroda dla przedstawienia Balladyny i romanse w Teatrze Lalek „Pinokio”
- 2013: Wałbrzych – I Festiwal małych Prapremier – nagroda za reżyserię przedstawienia Balladyny i romanse w Teatrze „Pinokio” w Łodzi
- 2013: Toruń – XX Międzynarodowy Festiwal Teatrów Lalek Spotkania – nagroda jury dziecięcego za przedstawienie Kopciuszek z Teatru „Pinokio” w Łodzi oraz wyróżnienie za odkrywcze i stymulujące twórczość formy narracji teatralnej w przedstawieniu Maszyna do opowiadania bajek